# Otto Brahm
Otto Brahm (Amburgo, 5 febbraio 1856 – Berlino, 28 novembre 1912) è stato un critico letterario, storico della letteratura e regista teatrale tedesco.
È stato uno dei fondatori e direttore dell'associazione teatrale Die Freie Bühne, nata nel 1889 con l'obiettivo di incentivare la formazione di un teatro tedesco moderno e di sfidare le diffidenze del pubblico rinnovandone il gusto.  Nel suo repertorio vennero accolti testi di giovani autori contemporanei come G. Hauptmann, H. Ibsen, A. Holz, E. Zola, A. Strindberg e L. Tolstoj, presentati secondo un nuovo stile di recitazione e ambientazione scenografica che conferirono alla scena, grazie ai molteplici riferimenti all'attualità, una funzione sociale. Nel 1890 Brahm divenne caporedattore della rivista omonima Freie Bühne für modernes Leben, la quale nel corso degli anni mutò il suo nome in Neue deutsche Rundschau e infine Neue Rundschau.
Brahm fu anche direttore del Deutsches Theater di Berlino (1894-1904), e del Lessingtheater (dal 1904 fino alla morte).
Fece esordire, nel 1889, con successo l'attrice Else Lehmann.

## L'attività di critico teatrale
Nel 1881 Brahm fu assunto come critico sulla Vossische Zeitung col compito di recensire le rappresentazioni del Königliches Schauspielhaus, al fianco dello scrittore Theodor Fontane. Successivamente lavorò per la Frankfurter Zeitung e la Die Nation. Il suo punto di vista escludeva ogni impressionismo emotivo ed estetizzante così come il suo stile di scrittura respingeva ridondanze e superflui ornamenti. Per Brahm il compito del critico non era intrattenere il lettore ma offrirgli strumenti di comprensione e giudizio. Tra i numerosi scritti letterari si ricordano: Das deutsche Ritterdrama des 18. Jahrhunderts (1880), Heinrich von Kleist (1884), Ibsen (1887) e Schiller (1888-92).